# Lucien Teisseire
Lucien Teisseire (ur. 11 grudnia 1919 w Saint-Laurent-du-Var, zm. 22 grudnia 2007 w Plonévez-Porzay) – francuski kolarz szosowy, brązowy medalista mistrzostw świata.

## Kariera
Największy sukces w karierze Lucien Teisseire osiągnął w 1948 roku, kiedy zdobył brązowy medal w wyścigu ze startu wspólnego podczas mistrzostw świata w Bernie. W zawodach tych wyprzedzili go jedynie Belg Briek Schotte oraz kolejny Francuz, Apo Lazaridès. W tej samej konkurencji był też jedenasty na rozgrywanych dwa lata wcześniej mistrzostwach świata w Zurychu. Ponadto był między innymi trzeci w Circuit du Mont Ventoux w 1942 roku, pierwszy w wyścigu Paryż-Tours w 1944 roku, drugi w Mediolan-San Remo w 1946 roku, trzeci w Critérium des As rok później, pierwszy w Grand Prix de Cannes i drugi w wyścigu Paryż-Nicea, a w 1953 roku był najlepszy w Critérium du Dauphiné. Wielokrotnie startował w Tour de France, najlepszy wynik osiągając w 1948 roku, kiedy był szósty. Łącznie we wszystkich swoich startach w TdF wygrał sześć etapów. Nigdy nie wystąpił na igrzyskach olimpijskich. W 1955 roku zakończył karierę.